# 사무라이하마촌
사무라이하마촌(侍浜村)은 이와테현 기타쿠노헤군·구노헤군에 설치되었던 촌이다. 현재의 구지시에 해당한다.

## 교통

### 철도
- 일본국유철도 하치노헤 선